# Kostel svatého Jiljí (Nymburk)
Kostel svatého Jiljí v Nymburce je římskokatolický farní kostel. Nachází se v historické části středočeského města Nymburk na Kostelním náměstí. O vzniku kostela nejsou dochované prameny, ale předpokládá se, že byl založen ve 13. století, ve stejné době jako samotné město. Kostel, trojlodní bazilika s dlouhým chórem a věží v průčelí (druhá věž se dochovala jen do výšky římsy hlavní lodi), je ukázkou gotické cihlové architektury, jen na některé stavební články byl použit pískovec. Jeho štíhlá věž se vypíná do výšky 66 metrů a tvoří spolu s hradbami typickou kulisu města. Děkanský kostel byl zasvěcen sv. Mikuláši, teprve během třicetileté války byl zasvěcen sv. Jiljí. Kostel je chráněn jako kulturní památka České republiky.

## Historie

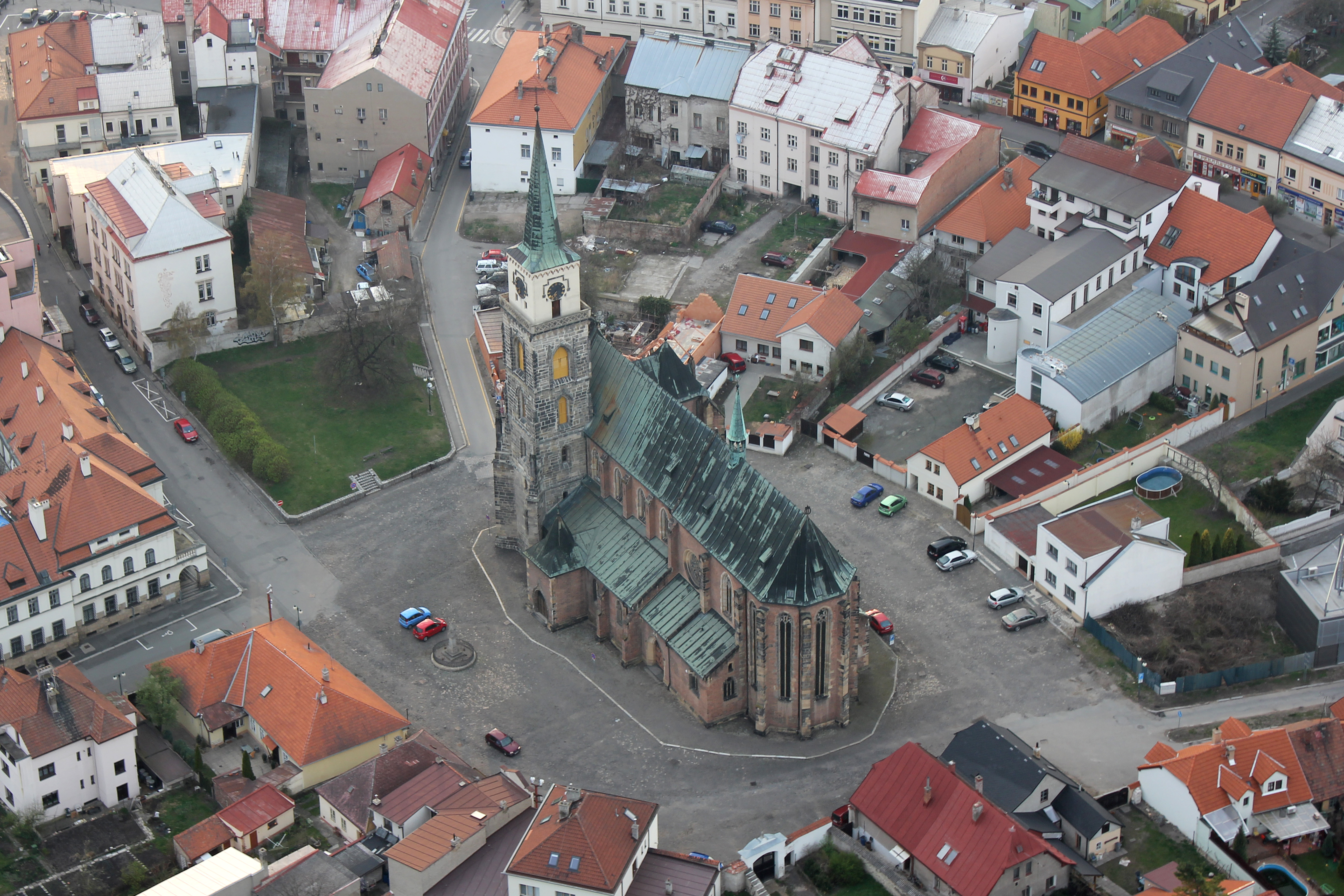
Letecký pohled na Kostelní náměstí

### Založení kostela
Dobu založení kostela je obtížné určit, jelikož se nedochovaly žádné historické prameny, kde by byl vznik kostela zmíněn. Historici ale dle slohového rozboru usuzují, že bylo založení kostela spjato se vznikem města. Nejstarším dokumentem z historie města je listina Přemysla Otakara II. o založení nymburského dominikánského kláštera z konce 13. století. Vznik kláštera žebravého řádu předpokládá jak založení města tak i městské fary s kostelem, tehdy sv. Mikuláše. Proto se lze domnívat, že kostel byl založen za vlády Přemysla Otakara II. a budován za vlády jeho syna Václava II. Tehdy ojedinělou techniku režného zdiva zřejmě přinesli dolnorýnští vlámští lokátoři, kteří byli pověřeni Přemyslem Otakarem II. město založit.

### Historický vývoj kostela
Kostel byl stavěn postupně, tudíž se skládá z několika stylově odlišných částí. Nejstarší je raně gotický presbytář s pětibokým závěrem z druhé poloviny třináctého století. Do presbytáře se dříve jako hlavním vchodem vcházelo jižním portálem s bohatě profilovaným gotickým lomeným obloukem. Současně s presbytářem byla postavena severní sakristie i severní kaple Panny Marie Vídeňské. V roce 1343 kostel vyhořel a když byl následně obnovován, přistavělo se k němu bazilikální trojlodí. Současně s trojlodím byla zřejmě postavena i severní cihlová věž, zvaná „červená“ nebo „stará“. Přístavba v závěrečné fázi probíhala pod patronací arcibiskupa Jana Očka z Vlašimi. Kostel byl na přelomu 14. a 15. století nymburskými měšťany dobře zajišťován, mohl se těšit z četných příspěvků měšťanů. Za vlády Karla IV. byla pravděpodobně přistavěna jižní věž, známá jako „bílá“, vystavěná z pískovcových kvádrů a obdélníková kaple sv. Doroty na jižní straně presbytáře. Nejmladšími částmi kostela jsou severní a jižní předsíň, přistavěné kolem roku 1500 k bočním vchodům do postranních lodí.

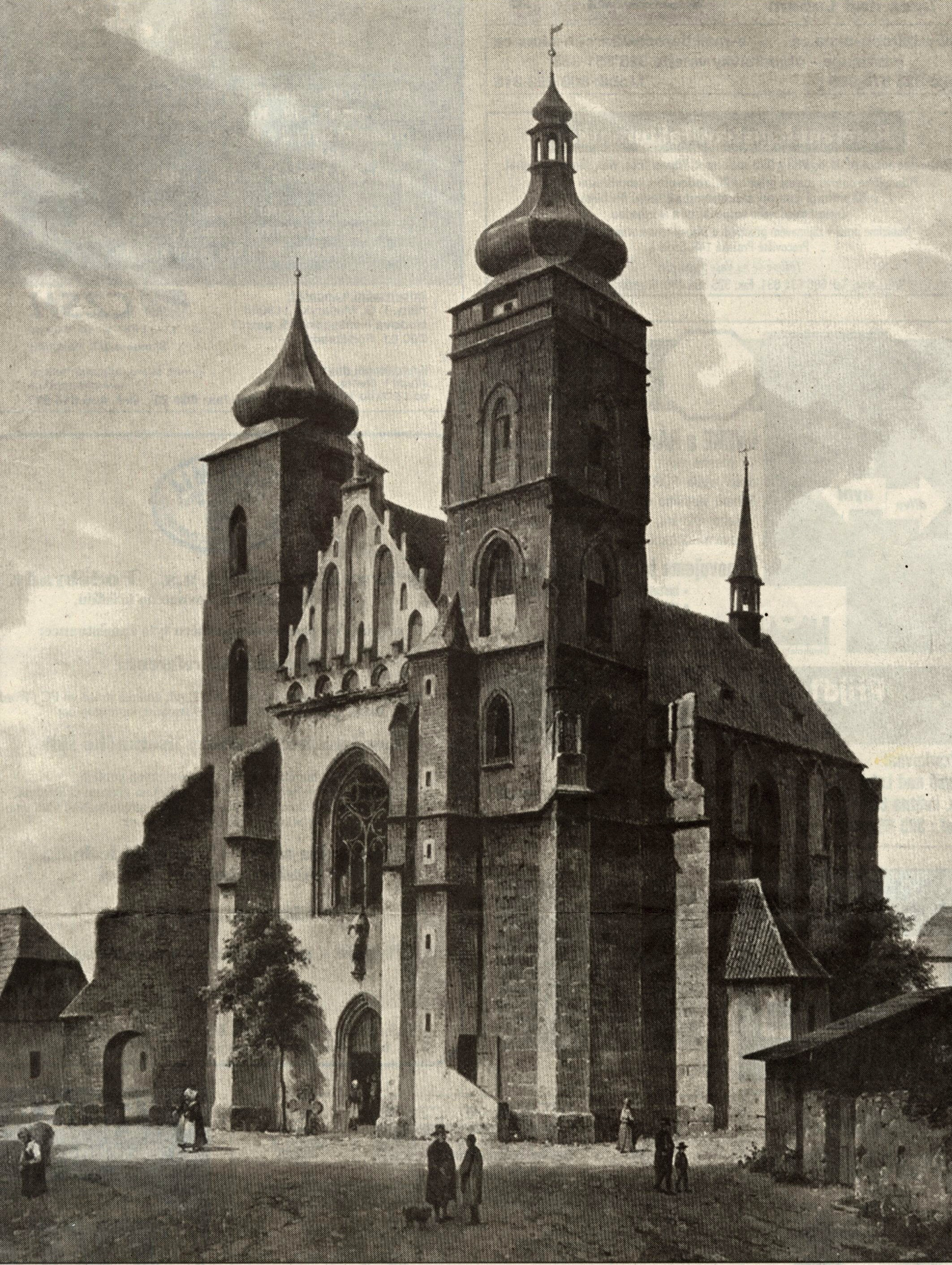
Reprodukce obrazu C. Wurbse z roku 1862

Události třicetileté války značně ovlivnily vývoj kostela i celého města. Město bylo ve třicátých letech 17. století dvakrát dobyto saskými vojsky, která město spolu s kostelem velmi poničila. Smutnou událost z té doby připomíná pamětní deska u severního vchodu kostela, když 16. srpna 1634 po dobytí města tímto vchodem vnikli do kostela Sasové a všechny zde ukryté obyvatele města povraždili (podle dobových pamětí přes 200 lidí, včetně žen a dětí). Severní portál je proto na památku krvavého masakru navěky uzavřen. Po třicetileté válce stavitel D. Augustin zaklenul presbytář barokní klenbou a celou stavbu upravil. Věže kostela byly v roce 1985 znovu zastřešeny barokními helmicemi. V roce 1693 byly, za finanční podpory Leopolda I., dokončeny opravy po požáru z roku 1686. V blízkosti kostela byla roku 1742 postavena socha sv. Jana Nepomuckého. Kolem chrámu se také rozkládal městský hřbitov, na kterém se pohřbívalo do roku 1787 a zcela zrušen byl až roku 1821. Červená věž byla během staletí několikrát zasažena bleskem, následně vyhořela a její stavba popraskala. Musela být podepřena mohutným pilířem, ve kterém byla vytvořena klenutá brána pro průchod a v roce 1846 byla cihlová věž ubourána na úroveň římsy kostela, pilíř zatím zůstal.
V druhé polovině 19. století vytvořil profesor Bernhard Grueber návrh na regotizaci kostela, ale zrealizována byla pouze část jeho návrhu stavitelem Matějem Červeným v letech 1862 až 1866. Přestavby se účastnil i architekt Josef Mocker. Bílá – jižní věž dostala štíhlou jehlancovitou střechu a ochoz s novogotickou balustrádou a barokní klenba v presbytáři byla skryta a nahrazena nižší pseudogotickou. V letech 1913–1918 vedl další rekonstrukci architekt Kamil Hilbert. Odstranil pseudogotické úpravy a zrestauroval kostel do původní gotické podoby – nově zaklenul presbytář, odstranil opěrný pilíř, otevřel zazděná okna, rekonstruoval či nově vytvořil kružby oken a upravil portály. Až po mnoha letech po rekonstrukci architekta K. Hilberta se kostel dočkal dalších stavebních prací – restaurace freskového oltáře v jižní lodi, přeložení poškozené prejzové střechy a nahrazení břidlicové krytiny na věži měděným plechem. V roce 1915 na rekonstrukci pracoval také akademický malíř František Fišer z Prahy. V roce 1985 došlo k opravě elektrických rozvodů, čehož se ujali sami farníci a následně byl kostel vymalován. V devadesátých letech 20. století prošla věž za přispění státu a města generální opravou. V roce 2003 se vyměnila prošlapaná dlažba v severní i jižní lodi.

## Architektonický popis kostela

### Půdorys

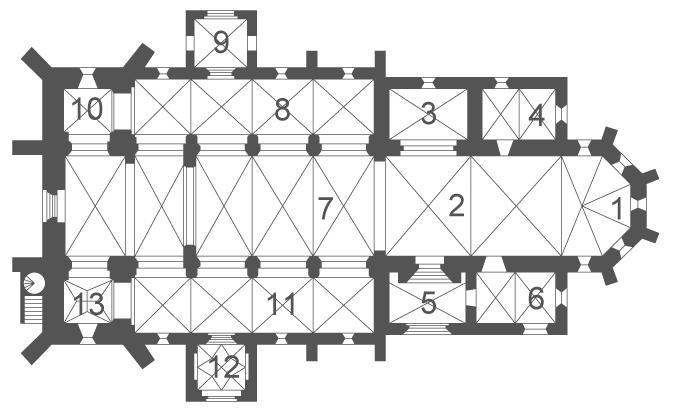
Půdorys

1. Pětiboký závěr
2. Presbytář
3. Kaple Panny Marie Vítězné
4. Stará sakristie
5. Jižní předsíň presbytáře
6. Nová sakristie
7. Hlavní loď
8. Boční loď – severní
9. Severní předsíň
10. Severní podvěží
11. Boční loď - jižní
12. Jižní předsíň
13. Kaple sv. Doroty – jižní podvěží

### Presbytář

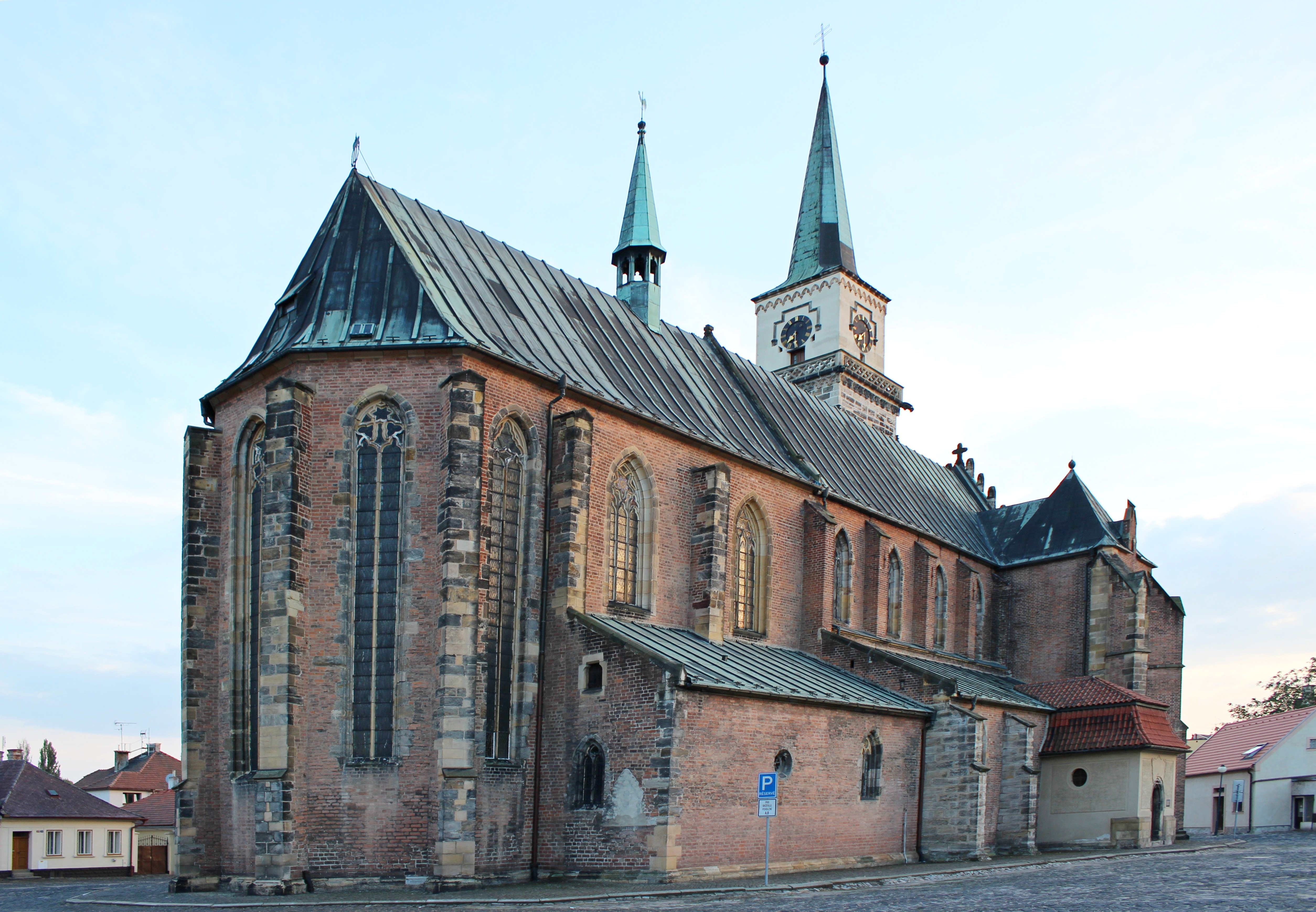
Severovýchodní pohled

Presbytář má dvě pole a pětiboký závěr. Díky opěrákům to lze poznat i zvnějšku kostela. Opěráků je deset a až na nejzápadnější dvojici jsou z tesaných pískovcových kvádrů, jen u zdi jsou z cihel, zakončených sedlovou stříškou. Cihlovou zeď presbytáře prosvětluje devět oken. V podélných stěnách se nachází tři okna s lomeným obloukem a jedna rozeta, které upravoval architekt Kamil Hilbert. Z barokní zázdivky znovu otevřel také hrotitá dvojdílná okna v závěru kostela, obnovil původní ostění s dvojitým výžlabkem, děleným prutem hruškového profilu. Kružby jsou složeny z trojlistů a čtyřlistů, z pěti a šesticípé hvězdy a z růží. Pod střechou podél presbyteria běží hlavní římsa a profilovaný sokl s jednoduchým výžlabkem.
Kamil Hilbert zbudoval také novou křížovou klenbu jak v obou klenebních polích tak v závěru kostela. Široká křížová žebra navazují na zbytky původních výběhů, jsou podchycena původními konzolami, nesenými svazkem tří přípor. Hlavice přípor jsou tvořeny plastickým ornamentem rostlinných motivů. Vítězný oblouk (oblouk rozdělující loď a chór kostela) je tvořen širokým hranolovým pásem, který sbíhá až k zemi bez přerušení. Do něj je vestavěn užší pás hruškového profilu, ten je nesen příporami s hlavicí stejného charakteru jako v presbyteriu. Svorníky klenby jsou zdobeny symboly Adama a Evy, hudby a uprostřed se nachází znak města s letopočtem rekonstrukce klenby 1914. Klenba presbyteria je opatřena freskami od Artuše Scheinera, zvanými České nebe z roku 1915. V klenbě závěru presbytáře jsou vyobrazeny znamení čtyř evangelistů. A v klenebním poli, sousedícím s bazilikální lodí kostela, jsou fresky s cherubíny hrajícími na hudební nástroje.

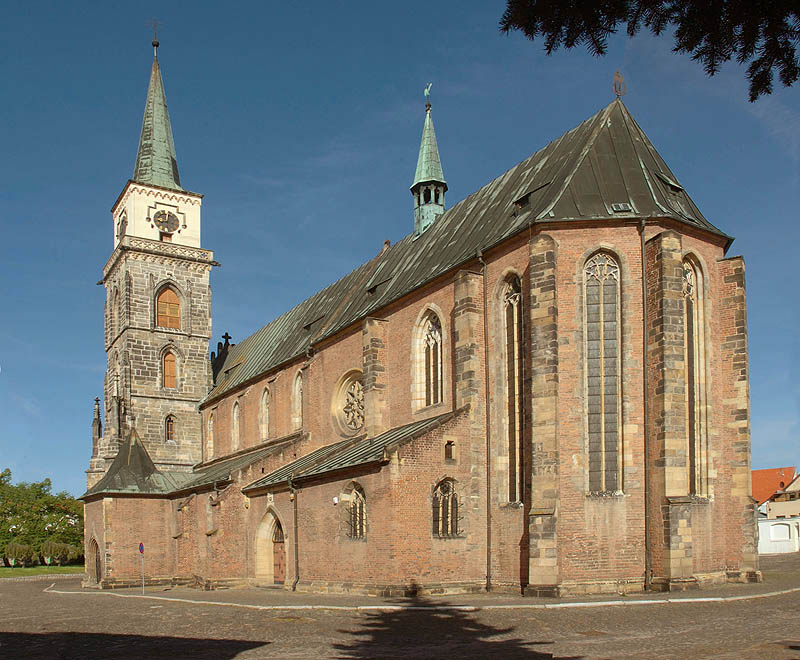
Jihovýchodní pohled

K presbytáři na severní straně přísluší bývalá sakristie a kaple Panny Marie Vídeňské. Zvenku jsou spojeny, neodděluje je opěrák. Do kaple je světlo přivedeno lomeným oknem s jednoduchou kružbou, do sakristie dvěma okny – oknem s lomeným obloukem a kruhovým okénkem. Stará sakristie má dvě pole křížové klenby, které nově zbudoval architekt Kamil Hilbert.
Na jižní straně presbyteria se nachází nynější sakristie. Je osvětlena dvěma okny s šikmým ostěním a neogotickými kružbami. Sakristie je zaklenuta dvěma poli křížové klenby. Žebra mají klínový profil a jsou podchyceny baldachýnovými konzolami. V nové sakristii se nachází zbytky dvou fresek a neporušený na zdi napsaný nápis.
Se sakristií na jižní straně sousedí předsíň, která byla přistavěna na počátku 16. století. Předsíň s jednoduchým pozdněgotickým portálem (ve 20. století rekonstruovaným), který je ukončený kyticí, má po stranách dvě masky od sochaře Stanislava Suchardy. Jižní předsíň měla hvězdovou klenbu, stejnou jako pod bílou věží, která byla ale architektem Kamilem Hilbertem sejmuta. Jedna z nejkrásnějších částí stavby je původní jižní portál presbytáře, jehož mohutný lomený oblouk se otvírá kolmo a hluboko do zdi. Ostění portálu je bohatě členěno pruty válcového, hruškového a hranolového profilu s oblouky. Oblouk je z vnější strany dekorován plastickým pásem polovypouklých vinných listů. V trojúhelníkovém štítu nad portálem se nachází socha Přemysla Otakara II. od Stanislava Suchardy. Z jeho dílny také pochází znaky království českého a města Nymburk, nacházejí se po stranách jižní předsíně.

### Trojlodí
Další částí kostela je bazilikální trojlodí. Tvořily ho přímo osvětlená hlavní loď a dvě boční lodě, na jejichž západních polích jsou umístěny věže kostela. Hlavní loď dosahuje stejné výšky jako presbyterium a podpírá ji deset cihlových opěráků, zakončených pultovou stříškou. Světlo do hlavní lodi proniká devíti okny, jedno z nich prolamuje průčelní stěnu. Ostatních osm oken je umístěno v horní třetině postranních zdí lodi. Zvenku mají tyto okna průběžnou podokenní římsu, pod kterou teprve začíná pultová střecha bočních lodí.
Žebra ve všech čtyřech polích nesou křížovou klenbu. Na svornících, kromě třetího svorníku, místo kterého je ponechán v klenbě kruhový otvor, jsou heraldické plastické znaky a rostlinné motivy. Klenba lodi je zdobena jen úzkým pruhem s rostlinnými motivy. Nad předsíní a původní kruchtou je páté klenební pole s barokní klenbou. Dnes je kůr rozšířen ještě o jedno další pole hlavní lodě a v jeho průčelí je freska pravděpodobně ze 17. století. Na kůru jsou umístěny varhany z dílny Josefa Tučka z Kutné Hory.

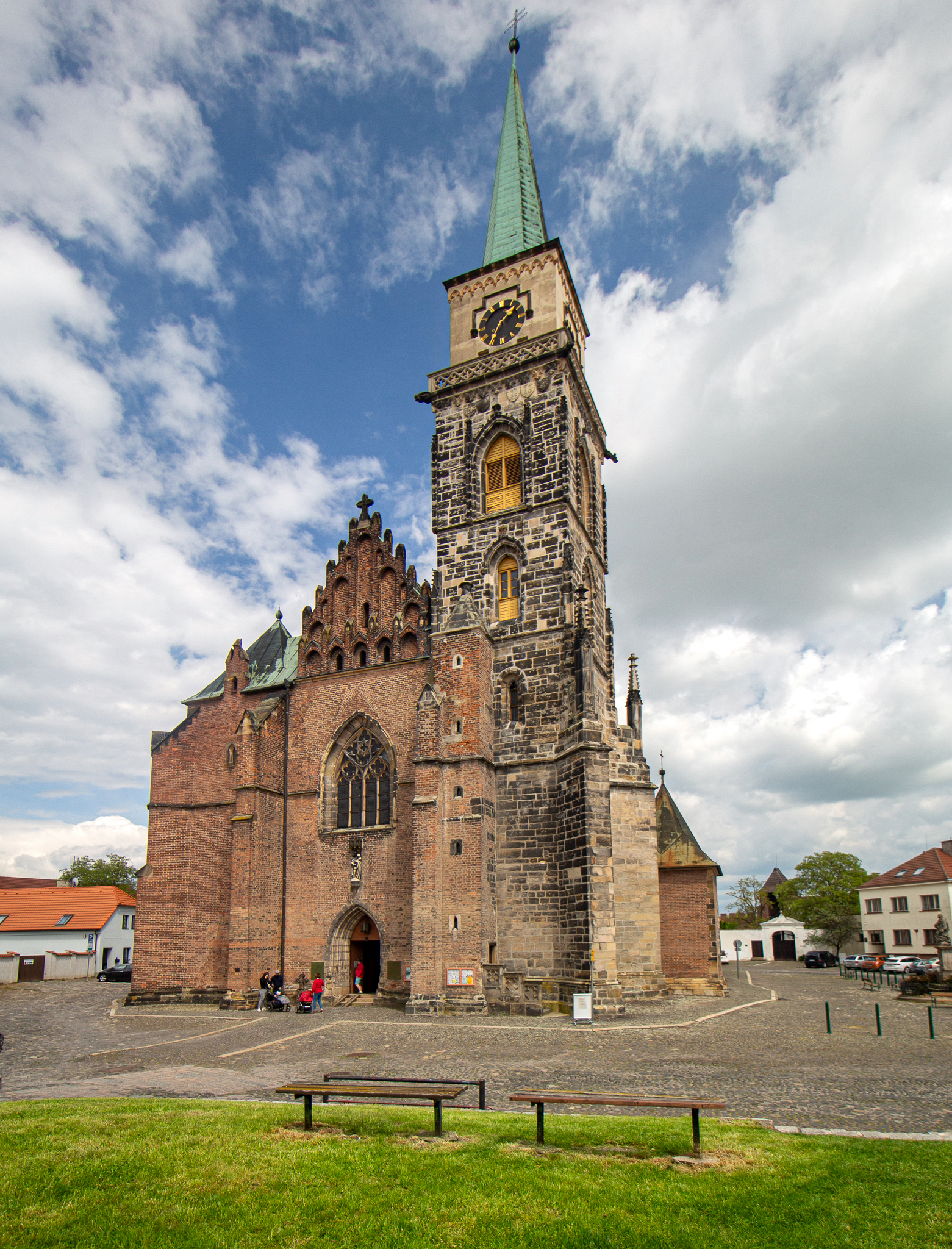
Západní průčelí kostela s věží

Boční lodě jsou otevřené do hlavní lodě arkádami. Na severní straně se k hlavní lodi připojuje boční loď se třemi okny a dvěma opěráky. Křížová klenba má čtyři pole, páté pole je od ostatních odděleno pásem a dříve neslo severní věž. K severní lodi byla přistavěna čtvercová předsíň s křížovou klenbou, která byla v 17. století upravena na kapli. Jižní loď je dispozicí i členěním obdobná té severní, ale liší se pátým klenebním polem nad kaplí pod bílou věží, která má hvězdovou klenbu s konzolami s figurální výzdobou. K jižní lodi náleží čtvercová předsíň z 15. století s pozdněgotickým portálem s přetnutým prutem v ostění rámovaném oslím hřbetem. Je zastřešena stanovou střechou ve tvaru osmistranného jehlanu.

### Věže a průčelí kostela
Severní cihlová věž, nazývaná červená, se dochovala jen do úrovně kostelní římsy. Za architekta Kamila Hilberta byla do prvního patra severní věže přenesena klenba z jižní předsíně presbyteria.
Jižní bílá věž má čtyři patra oddělené kamennými římsami. Věž je opatřena o dva jižní opěráky, které vybíhají ve fiály zakončené gotickou růží. Fiály jsou také na nároží druhého a třetího patra věže. V přízemí se nachází jedno úzké dvojdílné okno, v prvním i druhém patře tři okna a ve třetím patře se nacházejí čtyři velká okna s lomeným obloukem. Na třetí patro přibyl v druhé polovině 20. století hranol čtvrtého patra se světnicí pro hlásného a čtyřmi hodinovými ciferníky. Kolem čtvrtého parta probíhá ochoz s kamennou balustrádou. Na věži se dochoval pouze jediný chrlič, čtyři rohové jsou nové. Původní je také pás trojlistů pod balustrádou a pod ním pět erbů.
Mezi věží a opěrákem průčelí je přistavěno původní schodiště s pěti gotickými okénky, je ukončeno nad prvním patrem osmihranným kamenným jehlanem. Vstup na schodiště byl původně z kaple pod věží gotickým portálem s tympanonem na nadpraží se znakem města Nymburk, který je dnes ale zazděn.
Na západním průčelí hlavní lodě, mezi dvěma věžemi, je menší pseudogotický portál, který slouží jako hlavní vstup do kostela. Průčelí je ukončeno vysokým štítem, který má tvar rovnoramenného trojúhelníku a na jeho ramenech je vždy šest věžovitých výstupků. Štít se skládá z pásu lichých arkád, mezi kterými jsou umístěny niky.

## Interiér kostela

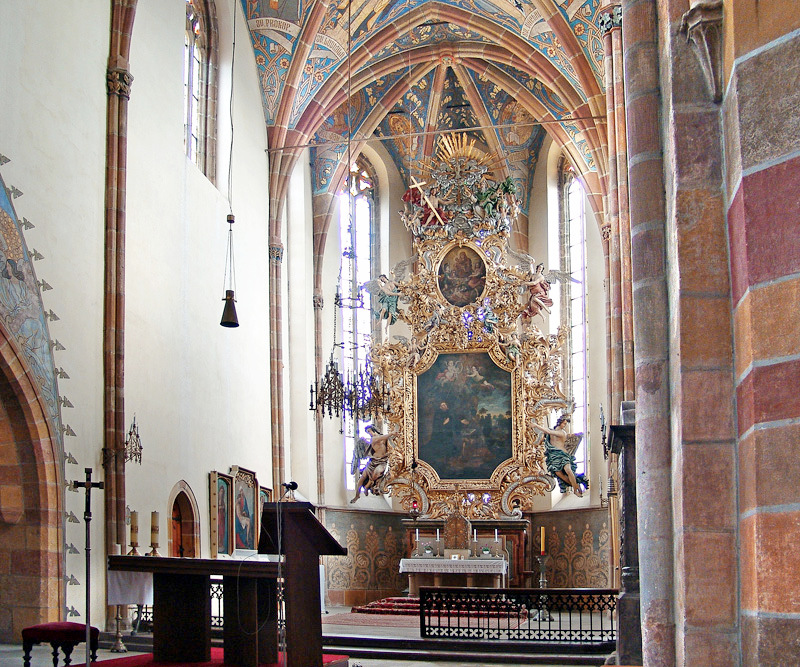
Presbytář s hlavním oltářem

Kostel se může pyšnit mnoha zajímavými a cennými památkami. Nejcennější památkou interiéru je kamenná plastika prvního patrona sv. Mikuláše pravděpodobně z huti Petra Parléře (14. století), možná je však ještě starší. Původně měla své místo na opěráku na jižní straně kostela, ale dnes je ukryta před nepřízní počasí uvnitř. Vybavení chrámu je většinou v barokním stylu. Hlavní oltář v průčelí chrámu pochází z roku 1704 a vytvořil jej kutnohorský řezbář F. M. Kotterbauer. Bohatě zdobený svatostánek vznikl v roce 1916 podle návrhu architekta Kamila Hilberta. Velký oltářní obraz od neznámého autora zobrazuje druhého patrona kostela – poustevníka sv. Jiljí. Sochařská výzdoba je převážně dílem Františka Adámka, který je také autorem kazatelny z roku 1770. Ostatní obrazy pocházejí z dílen barokních malířů Václava a Josefa Kramolínových (nymburských rodáků), Jana Montana, J. J. Heintsche, Ignáce Müllera a Josefa Hellicha.